# Stanislav Gajdošík
Stanislav Gajdošík (ur. 8 sierpnia 1983 w Bratysławie) – słowacki wioślarz.

## Osiągnięcia
- Mistrzostwa Europy – Poznań 2007 – dwójka podwójna wagi lekkiej – 12. miejsce[1].